# حوزه انتخابیه دهم پنسیلوانیا
حوزه انتخابیه دهم پنسیلوانیا یک حوزه انتخابیه مجلس نمایندگان آمریکا است که در ایالت پنسیلوانیا قرار دارد.